# Ngchesar

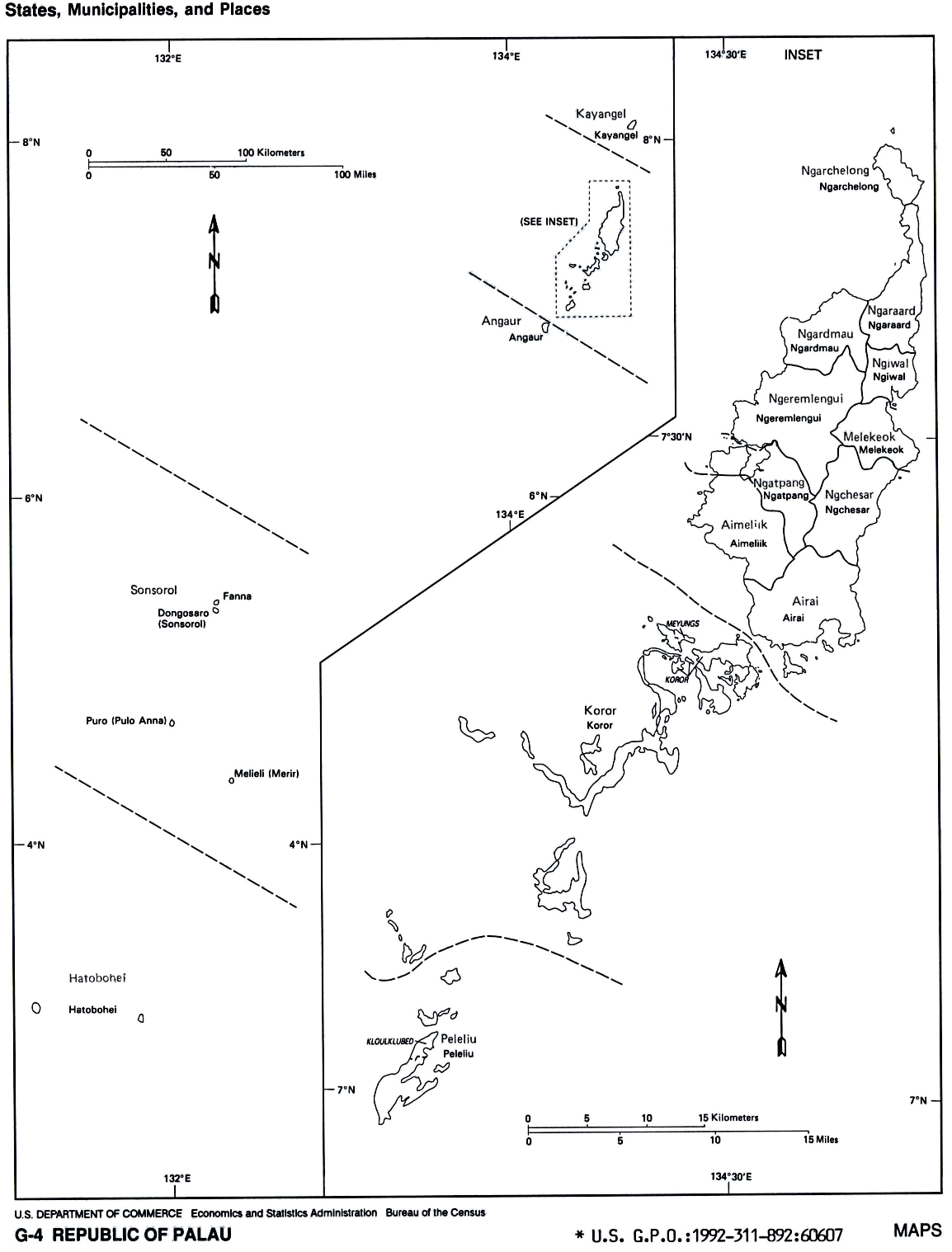
karta over Palaus delstater

Ngchesar är en av de 16 delstaterna i Palau i västra Stilla havet.

## Geografi
Ngchesar ligger på huvudön Babeldaobs sydöstra del och här mynnar en av Palaus större floder Ngerdorch River (även Shimizu river) ut i ett stort mangroveträsk vid kusten.
Området har en sammanlagd areal om ca 41 km² och täcks till stora delar av regnskog och berg.

## Delstaten
Befolkningen i Ngchesar-state uppgår till cirka 270 invånare. Huvudorten är Ngerkeai och övriga församlingar ("hamlets") är  Ngeraus, Ngchesar, Ngerkesou, Ngerngesang, Ngersuul, Ngerwikl och Shimizu.
Ngchesars heliga totem är Spjutrockan. 
1984 ändrades benämningen på Palaus administrativa delar från "municipalities" (kommuner) till "states" (delstater).